# Navratri
Navaratri (sanskrit: नवरात्रि, bokstavligen "nio nätter"), är en hinduisk festival som varar nio nätter och tio dagar och firas på hösten varje år. 